# Açude Brumado
O Açude Brumado (também nomeado Barragem Luiz Vieira) consiste num reservatório artificial de água, feita pelo represamento do Rio Brumado à altura da cidade de Rio de Contas no estado brasileiro da Bahia, realizada objetivando a perenização daquele curso d'água e a instalação de projeto de irrigação, pelo Departamento Nacional de Obras Contra a Seca.

## Histórico
Desde começo do século XX já se indicava o aproveitamento econômico do Rio Brumado, no extenso vale que tem início ao largo da sede municipal de Livramento de Nossa Senhora, como se vê do relatório apresentado pelo agrônomo Vale Cabral ao governador Vital Soares (c. 1928).
Com o nome de Barragem Luiz Vieira, seu represamento deu lugar ao Açude Brumado. As primeiras escavações tiveram início em 1967, e a barragem de contenção foi iniciada em 1977 e concluída somente dez anos depois, em 1987.
Durante as primeiras escavações, justamente no local da barragem principal foi encontrada uma falha geológica preenchida por argila de tipo gouge - com grande potencial de expansão, o que comprometeria a obra; foi, então, encetada a retirada de todo este material, para que o represamento principal tivesse lugar.

## Características
A barragem de acumulação é feita por terra compactada, de solo homogêneo e impermeável. Tem altura máxima de 60 metros. O coroamento possui 10 m de largura. O vertedouro tem largura de 10 m, sobre o qual foi feita uma ponte, situado em posição oblíqua à barragem, na ombreira esquerda desta.
Além da represa principal foi construída uma barragem auxiliar, numa depressão da margem esquerda, com altura máxima de 7 m e comprimento de 300m. Para atender à irrigação do vale, foi feita uma barragem de derivação, em concreto, possuindo 38,5 m de comprimento.

## Impacto
O principal impacto deu-se no meio antrópico, com o deslocamento dos remanescentes quilombolas, moradoras da comunidade "Riacho das Pedras", inundada pela barragem. Na época da conclusão da represa as indenizações só atenderam aos que apresentaram título da terra. Após negociações, o DNOCS admitiu estender as reparações, que entretanto não haviam ocorrido até 2006.

## Usos
Em suas margens foram instaladas pousadas para fins turísticos. Além disto, presta-se à piscicultura e também à irrigação - esta última beneficiando os municípios de Livramento e Dom Basílio.